# Jakob Pfeiffer
Jakob Pfeiffer (ur. 1900, zm. ?) – zbrodniarz hitlerowski, członek załogi obozu koncentracyjnego Mauthausen-Gusen i SS-Hauptscharführer.
Członek SS. Od 15 sierpnia 1944 do 12 kwietnia 1945 pełnił służbę w komendzie Melk, podobozu KL Mauthausen. Pfeiffer był zastępcą dowódcy ewakuacji tego podobozu. Odpowiadał za rozstrzeliwanie więźniów niezdolnych do dalszego marszu. Podczas służby w Melk znęcał się natomiast nad więźniami.
Jakob Pfeiffer został osądzony w procesie załogi Mauthausen-Gusen (US vs. Adolf Lehmann i inni) przed amerykańskim Trybunałem Wojskowym w Dachau i skazany na dożywotnie pozbawienie wolności.